# Ivan Muhvić

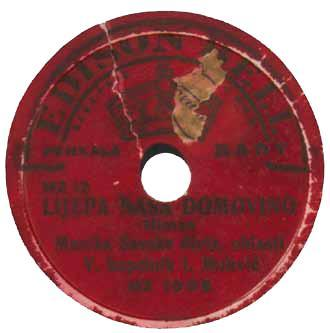
Disc de gramòfon Edison-Bell, Orquestra de la Regió Divisional de Sava, director Ivo Muhvić: Beautiful naša, 1936.

Ivan Muhvić   (Rijeka, 30 de març de 1876 - Zagreb, 19 d'abril de 1942) fou un director d'orquestra, capellà militar i compositor croat.

## Biografia
Des de 1901 fins a la seva mort, va ser capellà de diverses unitats militars a Zagreb. Entre 1902 i 1909 va organitzar grans concerts d'orquestra simfònica. L'any 1910, un grup de videògrafs de la "Östereichische Grammophon Gesellschaft" (Societat Austríaca de Gramòfons), una branca de la companyia "La voz de su amo", van venir a Zagreb i van gravar gairebé tots els artistes del país, així com alguns estrangers que eren membres de el teatre de Zagreb. Entre d'altres, a la sala gran de l'aleshores Pruckner Hotel, també van gravar la Música Militar del 53è Regiment Imperial i Reial sota la direcció del capellà Ivan Muhvić. La majoria de les gravacions estaven destinades al mercat nacional, i interpretaven cançons populars i conegudes. Aquests són els enregistraments més antics registrats al territori de Croàcia, i els enregistraments sonors de la música de Muhvić s'han conservat fins als nostres dies. Poc després, com a director de banda a Zagreb, va marxar a Berlín, on l'any 1921 va gravar un gran nombre d'himnes nacionals, cançons populars, nadales, bandes de música, etc. a la "Deutsches Gramophon Gesellschaft". Alguns d'aquests enregistraments també són al catàleg de la companyia "Polydor" publicat a Viena l'any 1927. Com a membre de la Societat "Germans del Drac Croat" amb el títol de Drac de Rijeka, va compondre l'himne DBHZ, Zmajevka (Libélula).
Al Regne de Iugoslàvia, Muhvić es va convertir en el mestre de capella de música de la regió divisional de Sava. La Biblioteca Nacional i Universitària té un enregistrament d'ell dirigint una interpretació de l'himne nacional croat de 1936. També va compondre la banda de música de Maček, que probablement servia per a les necessitats de protecció croata. Avui és popular la marxa que fa l'orquestra de l'exèrcit croat.
Durant l'Estat Independent de Croàcia, va ser el director d'orquestra de l'Air Force Music.

## Obres
A més de dirigir, també va compondre amb èxit, sobretot per a la banda de música, i va fer treballs pedagògics, ensenyant orquestració per a bandes militars a l'Acadèmia de Música de Zagreb des de 1936 fins a 1941. Va compondre cançons orquestrals i cantates. Entre les seves obres més importants destaquen l'òpera Uskok, l'obertura Zrinski-Frankopan, la Missa eslava antiga i la finalització de l'òpera inacabada de Pavlih Viktor Parma.